# Усожа (село)
Усожа — село в Комаричском районе Брянской области России. Административный центр Усожского сельского поселения.

## История
Решением Брянского сельского облисполкома от 8 сентября 1964 года деревня Усожа, посёлки Ясный Луч и Юрьевский объединены в один населённый пункт — село Усожа.

## Население
| 2010 | 2013 |
| ---- | ---- |
| 369  | ↘351 |

## Улицы
- ул. Колхозная,
- ул. Садовая,
- ул. Советская,
- ул. Центральная,
- ул. Школьная.